# Ажгалиев, Абзал Абаевич
Абзал Абайулы Ажгалиев (каз. Абзал Абайұлы Әжғалиев, род. 30 июня 1992) — казахстанский шорт-трекист, участник Олимпийских игр 2014, 2018, и 2022 годов, мастер спорта международного класса по шорт-треку.
В 2016 г. выиграл золотую медаль на дистанции 500 метров на втором этапе Кубка в Солт-Лейк-Сити (США) с результатом 40,373 секунды.
Серебряный призер заезда на 500 метров на 28-й Всемирной зимней Универсиаде — 2017 г. в г. Алматы (Казахстан) с результатом 41,479 секунды.
Серебряный призёр на дистанции 500 метров на этапе Кубка мира в г. Минск (Беларусь) в 2017 г. с результатом 41,436 секунды.
Серебряный призёр на дистанции 500 метров на этапе Кубка мира в г. Калгари (Канада) в 2018 г. с результатом 40.136 секунды.
- 2025 год: Чемпион Азиатских игр в мужской командной эстафете на 5000м в г. Харбин (Китай) 
- 2025 год: Зимние Азиатские игры в смешанной эстафете в г. Харбин (Китай) - Серебро
- 2023 год: В ТОП-8 спортсменов мирового рейтинга
- 2022 год: XXIV Зимние Олимпийские игры в г. Пекин (Китай) – 4 место
- 2022 год: Кубок мира по шорт-треку, мужскаяэстафета на дистанции 5000 м, Монреаль, Канада – Серебро
- 2022 год: Кубок мира по шорт-треку на личной дистанции 500 метров, Солт-Лейк-Сити, США – Серебро
- 2020 год: Кубок мира по шорт-треку на личнойдистанции 500 метров, Дордрехт, Нидерланды - Бронза
- 2019 год: Кубок мира по шорт-треку на личнойдистанции 500 метров, Солт-Лейк-Сити, США – Бронза
- 2018 год: Кубок мира по шорт-треку на личнойдистанции 500 метров, Алматы, Казахстан - Бронза
- 2018 год: Кубок мира по шорт-треку на личнойдистанции 500 метров, Калгари, Канада - Серебро
- 2018 год: XXIII зимние Олимпийские игры в городе Пхёнчхан, Корея – 6 место
- 2017 год: Кубок мира по шорт-треку, мужскаяэстафета на дистанции 5000 метров, Минск, Беларусь - Бронза
- 2017 год: Кубок мира по шорт-треку на личной дистанции 500 метров, Минск, Беларусь – Серебро
- 2017 год: Всемирная зимняя Универсиада,мужская эстафета на дистанции 5000 метров, Алматы, Казахстан – Бронза
- 2017 год: Всемирная зимняя Универсиада наличной дистанции 500 метров, Алматы, Казахстан - Серебро
- 2016 год: Кубок мира по шорт-треку на личной дистанции 500 метров, Солт-Лейк-Сити, США - Золото
- 2014 год: XXII зимние Олимпийские игры в г. Сочи – 5 место
- 2011 год: Зимние Азиатские игры, Алматы, Казахстан - Бронза
2 раза назначался Знаменосцем сборной Казахстана на Зимних Олимпийских играх Пхёнчхан-2018 и Пекин-2022.

## Достижения
• В 2011 году Зимние Азиатские игры бронзовый призёр
• В 2014 году 5 место на XXII зимних олимпийских играх в г. Сочи
• В 2016 году 1 место золото кубка мира по шорт-треку на дистанции 500 метров в г. Солт-Лейк-Сити, США
• В 2017 году серебряный призёр Всемирной зимней Универсиады на дистанции 500 метров, бронзовая медаль на 5000 метров и в г. Алматы, Казахстан
• В 2017 году серебряный призёр кубка мира по шорт-треку на дистанции 500 метров и бронза на дистанции 5000 метров в г. Минск, Беларусь
• В 2018 году 6 место на XXIII зимних Олимпийских играх в городе Пхёнчхан, Корея
• В 2018 году серебряный призёр кубка мира по шорт треку на дистанции 500 метров Канада Калгари
• В 2018 году бронзовая медаль в Алмате Кубок мира, дистанция 500 м
• В 2019 году бронзовая медаль в Америке Salt Lake City, дистанция 500 м
• В 2020 году бронзовая медаль Голландия Дордрехт, дистанция 500 м
• В 2022 году 4 место на XXIV Зимних Олимпийских играх в г. Пекин (Китай)
• В 2022 году серебряный призёр этапа Кубка мира в Монреале (Канада) в мужской эстафете на 5000 м
• В 2022 году серебряный призёр этапа Кубка мира в Солт-Лейк-Сити (США), дистанция 500 м
2 раза Знаменосец сборной Казахстана на Зимних Олимпийских играх 2018, Пхёнчхан (Корея), и 2022, Пекин (Китай)
• 12-ти кратный чемпион Казахстана

## Биография
Абзал Ажгалиев получил возможность профессионально заниматься шорт-треком только после того, как в Уральске построили Ледовый дворец спорта. Произошло это в 2001 году. Когда Абзалу исполнилось 11 лет, он пришёл записываться в секцию шорт-трека. Настолько полюбил этот вид спорта, что в итоге решил связать всю свою жизнь с ним, а потому покинул среднюю общеобразовательную школу №36 имени Мустахима Ихсанова, в которой проучился больше семи лет (с 1999 по 2006 годы), и сдал документы в областную специализированную спортивную школу-интернат для одарённых детей. Успехи внутри страны только убедили Абзала в правильности выбора. После ОСШИОД (учился там с 2006 по 2010 годы) он поступил в Педагогический колледж имени Жаханши Досмухамедова на спортивный факультет. Закончил его и даже прошёл службу в ВДВ. Работа до седьмого пота и талант позволили Абзалу Ажгалиеву попасть в сборную Казахстана.
На Азиатских играх в Алма-Ате выступал в эстафете на 5 000 метров. Команда заняла третье призовое место.
На Олимпийских играх в Сочи выступал также в эстафете на 5 000 метров. Команда показала результат 6 минут 54,630 секунд, что принесло им 5 место.
9 января 2018 года Сборная Казахстана решила, что шорт-трекист Абзал Ажгалиев станет знаменосцем на зимних Олимпийских играх-2018 в Корее.